# 2010年冬季残疾人奥林匹克运动会西班牙代表团
2010年冬季残疾人奥林匹克运动会西班牙代表团是西班牙派出的2010年冬季残疾人奥林匹克运动会代表团。获得1枚金牌和2枚银牌。